# Leopold Wenger
Leopold Wenger (4. september 1874 i Obervellach – 21. september 1953 sammesteds) var en østerrigsk retslærd.
Wenger blev privatdocent 1901 i Graz, 1902 ekstraordinær professor sammesteds, ordentlig professor 1904 i Wien, 1905 i Graz, 1908 i Heidelberg, 1909 i München. Sammen med Mitteis og Wlassak stod Wenger i første linje af datidens romanister; særlig den moderne papyrusforskning tæller ham blandt sine pionerer. Foruden en mængde afhandlinger i "Archiv für Papyrusforschung", "Zeitschrift der Savigny-Stiftung für Rechtsgeschichte" og andre tidsskrifter har Wenger blandt meget andet skrevet Zur Lehre von der Actio judicati (1901), Rechtshistorische Papyrusstudien, Papyrusforschung und Rechtswissenschaft (1903), Römische und antike Rechtsgeschichte (1905) og Institutionen des römischen Zivilprozessrechts (1925).
Af stort værd er hans skildringer af Emil Strohal (1914) og Ludwig Mitteis und sein Werk (1923). Sammen med Josef Kohler skrev Wenger Orientalisches Recht und Recht der Griechen und Römer (1914), med August Heisenberg Byzantinsche Papyrus (I—II 1914). Hasn var udgiver af "Münchener Beiträge zur Papyrusforschung" (1913 o. ff.), af 5. oplag af Karl von Gareis’ Rechtsencyklopädie (1920), og 17. oplag av Rudolf Sohms Institutionen (1923), medudgiver af "Archiv für Rechts- und Wirtschaftsphilosophie" med mere.